# Сант'Анджело ал'Еска
Сант'А̀нджело ал'Ѐска (на италиански: Sant'Angelo all'Esca) е село и община в Южна Италия, провинция Авелино, регион Кампания. Разположено е на 460 m надморска височина. Населението на общината е 844 души (към 2010 г.).